# Morné Steyn
Pour les articles homonymes, voir Steyn.

a Compétitions nationales et continentales officielles uniquement.

b Matchs officiels uniquement.
Dernière mise à jour le 30 août 2023.
Morné Steyn, né le 11 juillet 1984 au Cap (Afrique du Sud), est un joueur international sud-africain de rugby à XV évoluant au poste de demi d'ouverture.

## Biographie

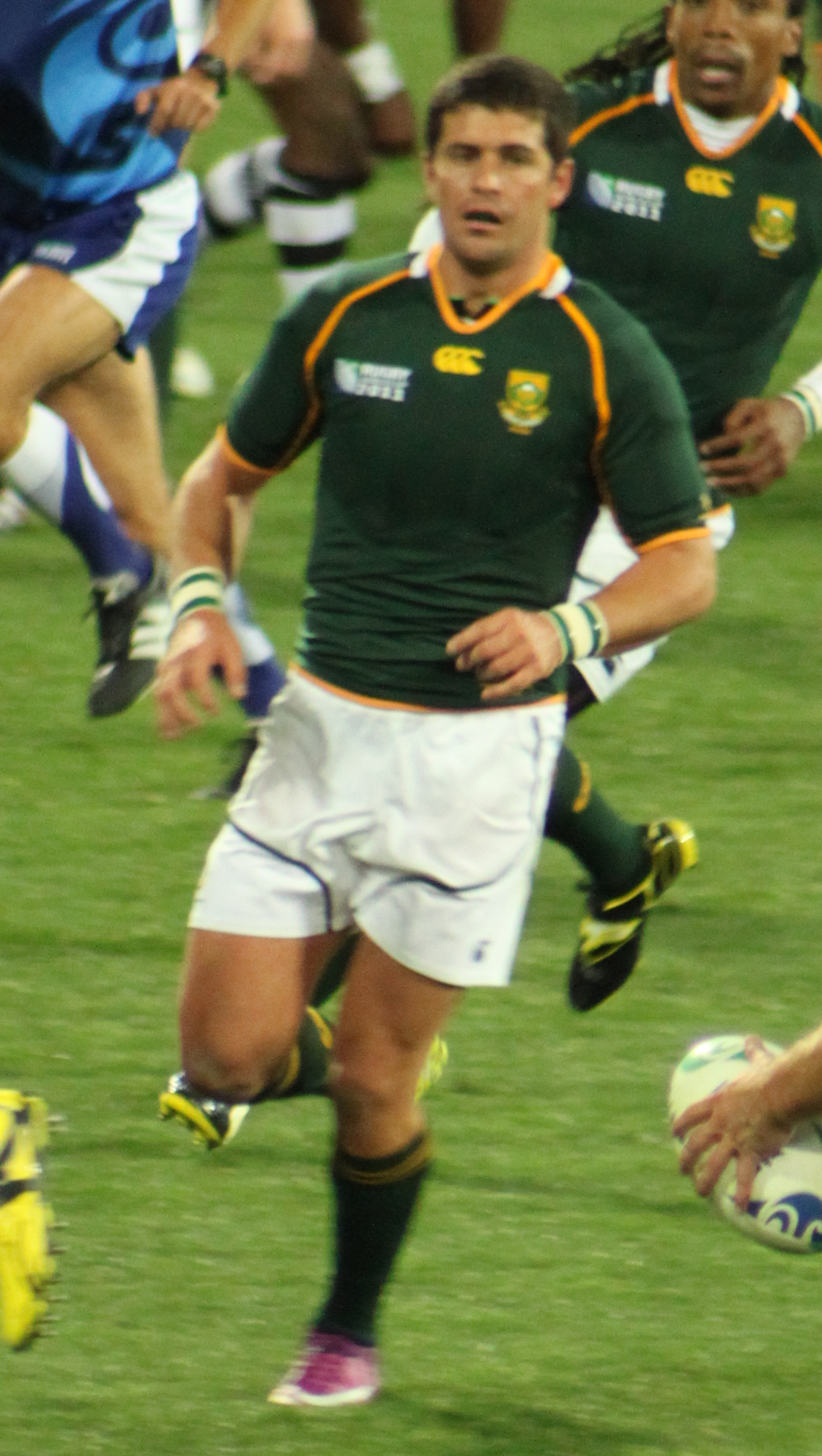
Morné Steyn avec l'Afrique du Sud en 2011.

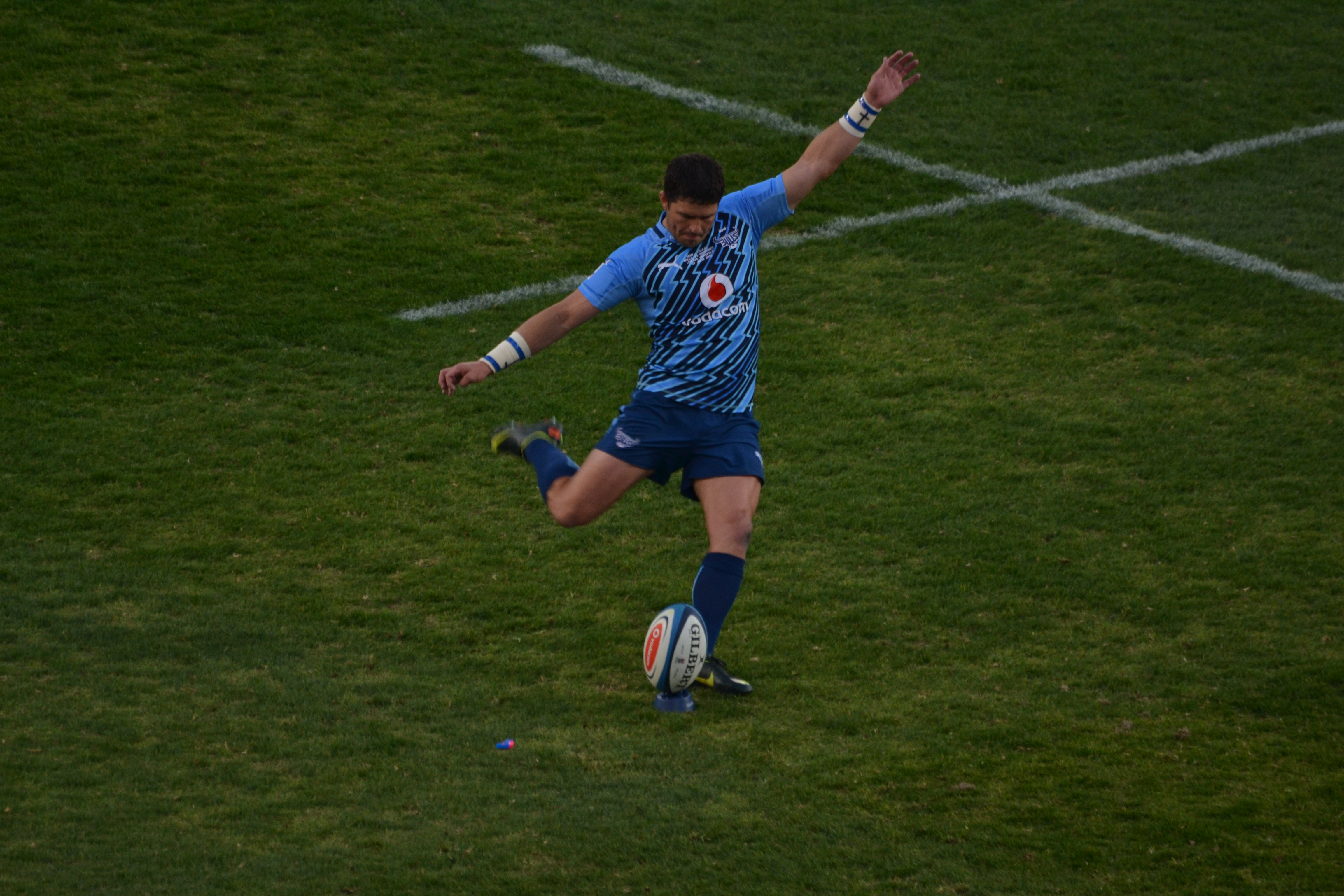
Morné Steyn avec les Bulls en 2013.

Morné Steyn commence sa carrière professionnelle en 2003 avec l'équipe des Blue Bulls dans la Currie Cup. Il remporte trois fois la Currie Cup avec sa province en 2003, 2004 et 2006. Le troisième titre est partagé avec les Free State Cheetahs car les deux équipes ne peuvent se départager à l'issue des prolongations.
En juillet 2005, il fait partie de la première équipe des Léopards africains — sélection représentant tout le continent africain — étant titularisé à l'ouverture contre une sélection Sud-africaine.
Il intègre la franchise des Bulls en 2005 pour jouer dans le super 14. En 2007, il remporte le super 14 en battant les Sharks en finale. En 2008, il termine meilleur réalisateur de la Currie Cup mais perd la finale contre les Natal Sharks. L'année suivante, il remporte le Super 14 pour la deuxième fois et termine meilleur réalisateur de la compétition. Sa bonne saison est récompensée par son apparition dans le groupe de l'équipe d'Afrique du Sud qui affronte les Lions britanniques lors de leur tournée en Afrique du Sud. Il obtient sa première cape le 20 juin 2009 lors du premier test match contre les Lions. Lors du second match, il marque une pénalité de 51 mètres à la dernière minute et donne sur le fil la victoire aux siens face aux Lions qui ont pourtant dominé le match.
Il fait également partie du groupe sud-africain pour le Tri-nations 2009. Il dispute les six matchs du tournoi et marque 95 points, contribuant de manière significative à la victoire finale des Springboks dans la compétition. Ce troisième titre après ceux obtenus lors des éditions de 1998 et 2004 prouve que les champions du monde sont toujours la meilleure équipe de rugby du moment. Après le tournoi, il retrouve la Currie Cup avec les Blue Bulls. Il est décisif lors de la finale en marquant 21 des 36 points de son équipe. Il remporte donc la compétition pour la quatrième fois de sa carrière en battant les Free State Cheetahs 36-24 en finale, réalisant ainsi le doublé Currie Cup-Super 14. Il est de nouveau sélectionné dans le groupe sud-africain pour la tournée de novembre. Lors de la première rencontre contre la France, il rate quelque peu son match à l'image de son équipe qui est battue 20-13 par les Français. Il reçoit notamment un carton jaune et est expulsé dix minutes après une faute sur Vincent Clerc.
De 2013 à 2019, Morné Steyn évolue au Stade français Paris.
Écarté de la sélection sud-africaine depuis 2016, il est rappelé le samedi 5 juin 2021 par Jacques Nienaber dans la liste des joueurs qui vont disputer les trois matchs de la tournée face aux Lions britanniques et irlandais les 24, 31 juillet et 7 août. Il dispute le troisième test où il inscrit deux pénalités cruciales permettant aux Springboks de s'imposer 19 à 16 et de remporter la série avec deux victoires et une défaite. Une semaine après cette rencontre, il dispute son dernier match international lors de la première journée du Rugby Championship 2021 contre l'Argentine. En octobre suivant, il annonce prendre sa retraite internationale.
Durant la saison 2022-2023, il est annoncé qu'il prend sa retraite de rugbyman professionnel. Il dispute ses derniers matchs avec les Blue Bulls lors de la Currie Cup 2023.
À partir de la saison 2023-2024 du United Rugby Championship, il rejoint le staff des Lions en tant que consultant pour le jeu au pied.

## Style
[réf. nécessaire]. Il détient un nombre impressionnant de records par la précision de son jeu au pied, en drop comme en transformation, et son pied droit figure comme une référence mondiale[réf. nécessaire]. Comme la plupart des joueurs sud-africains, il peut compter sur un physique solide qui lui permet d'être très présent en défense[réf. nécessaire]. En revanche, il possède de nettes lacunes dans l'animation du jeu, en particulier offensivement, ce qui fait qu'il est parfois critiqué. Ses détracteurs le comparent souvent à une machine, transformant inlassablement pénalité et transformation mais incapable d'apporter de la folie, de renverser une situation dans le jeu courant, contrairement aux autres grands ouvreurs comme Quade Cooper et Daniel Carter[réf. nécessaire].

## Records
- Record de pénalités/transformations inscrites consécutivement en test match : 41[réf. nécessaire].
- Record de points marqués en une saison de Super Rugby : 263[réf. nécessaire].
- Record de drops marqués en une saison de Super Rugby : 11[réf. nécessaire].
- Record de drops inscrits dans l'ensemble du Super Rugby : 21[réf. nécessaire].
- Joueur ayant le plus rapidement franchis la barre des 100, 200, 300, 400 et 500 pts inscrits en sélection sud-africaine[réf. nécessaire].
- Record de point inscrit par un joueur contre la Nouvelle-Zélande : 31[réf. nécessaire].
- Plus grand nombre de point marqué dans un match de tri-nations : 31[réf. nécessaire].
- Plus grand nombre de drops inscrits dans un match de Super-Rugby : 4[réf. nécessaire].
- Record de point marqué par un sud-africain contre l'Australie[réf. nécessaire].
- Record de pénalités inscrites dans un match : 8[réf. nécessaire].
- Joueur ayant marqué le plus de points lors de la coupe du monde 2011 : 62[réf. nécessaire].

## Palmarès

### En club
- Vainqueur du Championnat de France en 2015 avec le Stade français Paris.
- Vainqueur du Challenge européen en 2017 avec le Stade français Paris.

### En franchise
- Vainqueur du Super 14 en 2007, 2009 et 2010 avec les Bulls.
- Vainqueur du Super Rugby Unlocked (en) en 2020 avec les Bulls.
- Finaliste de la Pro14 Rainbow Cup en 2021 avec les Bulls.
- Finaliste du United Rugby Championship en 2022 avec les Bulls.

### En province
- Vainqueur de la Currie Cup en 2003, 2004, 2006[20], 2009 et 2021 avec les Blue Bulls.
- Finaliste de la Currie Cup en 2005, 2008 avec les Blue Bulls.

### En équipe nationale
- Vainqueur du Tri-nations en 2009 avec l'Afrique du Sud.